# 庫利奇卡
50°29′43″N 34°28′43″E / 50.49528°N 34.47861°E
庫利奇卡（烏克蘭語：Куличка）是位於烏克蘭東北部的村莊，由蘇梅州蘇梅區的列别金市镇負責管轄。該村處於布德爾卡河畔，分別距離托普奇伊1公里和布迪爾卡1.5公里，海拔高度125米，2001年人口112。